# 石本祥
石本 祥（いしもと さち、1975年1月11日 - ）は1990年代に活躍したタレント。熊本県出身。

## 略歴
東京・八王子市南大沢のアメリカンスクールに通っていた1993年9月にTBSラジオ主催の第1回シンデレラドリームオーディションに合格。10月からスタートした同局の深夜番組「シンデレラドリーム ミッドナイト☆パーティー」（以下ミッドナイト☆パーティーと略す）でデビューした。開始当初は月1回のみの"番外戦"に出演、レギュラーとなったのは翌年1994年3月からで、黒住祐子がメインを務める金曜深夜担当だった。そして8月に海外留学のため卒業する橋口育代（現・橋口いくよ）に代わって木曜深夜の"東京深夜探検隊"担当でメインの2代目隊長となり、同い年でオーデション合格後初レギュラーとなる松任谷玉子との"さち玉コンビ"で人気コンビに。初仕事は富士山登頂だったという。10月に黒住祐子らと担当曜日交換で金曜深夜担当となったが、ほとんどが屋外からの生中継で、深夜にもかかわらず現場には多くのリスナーらが詰め掛けては過激なこともしたという。例えば山手線沿線を放送前日から1日かけて徒歩で一周したり、在京民放テレビキー局各局に潜入しようとしたり、当時番組仲間の芹川ゆかりに神田うののものまねで成りすまし電話させたりもしていた。
番組で名前を新聞などで紹介するときは、下の名前の「祥」を漢字ではなくひらがなで"石本さち"と表記することが多かったが、鹿児島県・奄美群島で発行されている日刊紙南海日日新聞や奄美新聞では沖縄県外では唯一ラテ欄に沖縄の放送局を掲載しており（日刊の機関紙は除く）、同番組が放送されていた琉球放送（RBC）の欄には下の名前が"しめすへん(礻)"の"祥"ではなく"さんずい（氵）"の"洋"になっており、"石本洋"と誤ったまま表記されていた。
ミッドナイト☆パーティー以外では同じくTBSラジオ「桂三枝のチキチキ王国」に出演していたほか、1995年夏には巨乳であることからイエローキャブにも所属、雑誌に水着姿が掲載されたこともあった。ミッドナイト☆パーティーが終わった10月からは後継番組「ウィークエンド・ミッドナイト☆パーティー」にも数回ゲスト出演。しかし、1996年春の同番組が終了とともにイエローキャブを退社、桂三枝のチキチキ王国のみの出演となるが、それも秋に終了すると芸能活動は休業することになり、このまま引退するかと思った。
そして3年後の1999年9月に歌手で復帰、芸名を熊本・天草諸島出身とキリスト教信者であることから"天野マリア（あまのまりあ）"となり、シングル「夢見(yumemi)」でデビューし、TBS系「コワイ童話」のテーマソングとなった。このサプライズな復帰で"石本祥"とは別人のような新人歌手として売り出し、全国のブロック紙や地方紙などで特集記事を掲載するほど大きな注目を浴びた。タレント名鑑にも掲載されたほか、既に11月には次のシングルもタイアップも決まっていた。しかし、突然引退し芸能界から姿を消す。

## 主な活躍

### 出演番組
太字はレギュラー出演
- シンデレラドリーム ミッドナイト☆パーティー（TBSラジオ・1993年10月～1995年10月）
  - 1993年10月～1994年2月　月1回放送の番外戦担当
  - 1994年3月～8月　金曜深夜（土曜未明）担当
  - 1994年8月～1995年10月　"東京深夜探検隊"メイン担当（2代目同隊長）
    - 1994年8月～9月・木曜深夜（金曜未明）担当、10月～1995年10月・金曜深夜（土曜未明）担当

  - 1994年11月～1995年9月　TV版!ミッドナイト☆パーティー（TBS）
    - 最初はレギュラー出演だったが、のちにゲスト出演となった
- 桂三枝のチキチキ王国（TBSラジオ・ABCラジオ、1994年10月～1996年10月）
- ウィークエンド・ミッドナイト☆パーティー（TBSラジオ・1995年10月～1996年3月）　時々ゲスト出演
- コワイ童話（TBS系・1999年秋）テーマソングのみ
- モグモグGOMBO（日本テレビ系・1999年）エンディングテーマソングのみ

### 掲載雑誌
- De-View（デ・ビュー、勁文社（現在はオリコン・エンタテインメントが発行）・1993年～1995年）
- ラジオ番組表（三才ブックス・1993年～1994年）
- ハラペーニョ（実業之日本社・1995年）
- Bejean（英知出版・1996年1月）

### 掲載新聞
- 共同通信社加盟の新聞社（1999年9月）芸能特集のインタビュー記事

### 歌
- 夢見～yumemi～／Deja vu（キングレコード・1999年9月3日）
  - 夢見～yumemi～
    - 作詞・村野耕治&天野マリア／作曲・M-Rie／編曲・土屋学
    - TBS系「コワイ童話」テーマソング

  - Deja vu
    - 作詞・村野耕治／作曲・宮島律子
    - 日本テレビ系「モグモグGOMBO」エンディング
    - ハウス食品「完熟トマトのシーフードカレー」CMソング